# Hongarije op de Olympische Zomerspelen 1968
Hongarije nam deel aan de Olympische Zomerspelen 1968 in Mexico-Stad, Mexico. Net als tijdens de vorige editie werden er onder meer 10 gouden medailles gewonnen.

## Medailleoverzicht
| Sport            | Olympiër | Discipline               | Medaille |
| ---------------- | --- | ------------------------ | -------- |
| Atletiek         | Gyula Zsivótzky | kogelslingeren (m)       | Goud     |
| Atletiek         | Angéla Németh | speerwerpen (v)          | Goud     |
| Kanovaren        | Tibor Tatai | C-1 1000m (m)            | Goud     |
| Kanovaren        | Mihály Hesz | K-1 1000m (m)            | Goud     |
| Moderne vijfkamp | András Balczó István Móna Ferenc Török | team (m)                 | Goud     |
| Schermen         | Gyözõ Kulcsár | degen (m)                | Goud     |
| Schermen         | Csaba Fenyvesi Gyözõ Kulcsár Pál Nagy Zoltán Nemere Pál Schmitt | degen team (m)           | Goud     |
| Voetbal          | István Básti Antal Dunai Lajos Dunai Károly Fatér László Fazekas István Juhász László Keglovich Lajos Kocsis Iván Menczel László Nagy Ernõ Noskó Dezsõ Novák Miklós Páncsics István Sárközi Miklós Szalay Zoltán Szarka Lajos Szűcs | mannen                   | Goud     |
| Worstelen        | János Varga | -57kg Grieks-Romeins (m) | Goud     |
| Worstelen        | János Varga | +97kg Grieks-Romeins (m) | Goud     |
| Atletiek         | Antal Kiss | 50km snelwandelen (m)    | Zilver   |
| Gewichtheffen    | Imre Földi | -56kg (m)                | Zilver   |
| Kanovaren        | Gyula Petrikovics Tamás Wichmann | C-2 1000m (m)            | Zilver   |
| Kanovaren        | Anna Pfeffer Katalin Rozsnyói | K-2 500m (m)             | Zilver   |
| Kanovaren        | Csaba Giczi István Timár | K-2 1000m (m)            | Zilver   |
| Moderne vijfkamp | András Balczó | individueel (m)          | Zilver   |
| Roeien           | József Csermely Antal Melis Zoltán Melis György Sarlós | vier-zonder (m)          | Zilver   |
| Schermen         | Jenõ Kamuti | floret (m)               | Zilver   |
| Schermen         | Ildikó Bóbis Paula Földessy-Marosi Mária Gulácsy Lidia Sákovits-Dömölky Ildikó Ujlaki-Rejtõ | floret team (v)          | Zilver   |
| Schietsport      | László Hammerl | 50m geweer liggend       | Zilver   |
| Atletiek         | Gergely Kulcsár | speerwerpen (m)          | Brons    |
| Atletiek         | Lázár Lovász | kogelslingeren (m)       | Brons    |
| Atletiek         | Jolán Kleiber | discuswerpen (v)         | Brons    |
| Atletiek         | Annamária Tóth-Kovács | vijfkamp (v)             | Brons    |
| Gewichtheffen    | Károly Bakos | -75kg (m)                | Brons    |
| Kanovaren        | István Csizmadia Csaba Giczi Imre Szöllösi István Timár | K-4 1000m (m)            | Brons    |
| Schermen         | Tibor Pézsa | sabel (m)                | Brons    |
| Schermen         | Péter Bakonyi János Kalmár Tamás Kovács Miklós Meszéna Tibor Pézsa | sabel team (m)           | Brons    |
| Schermen         | Ildikó Ujlaki-Rejtõ | floret (v)               | Brons    |
| Waterpolo        | András Bodnár Zoltán Dömötör László Felkai Ferenc Konrád III János Konrád II Mihály Mayer Lászlo Sárosi János Steinmetz Endre Molnár Dénes Pácsik István Szivós                                                                     | mannen                   | Brons    |
| Worstelen        | József Csatári | -97kg vrije stijl (m)    | Brons    |
| Worstelen        | Károly Bajkó | -78kg Grieks-Romeins (m) | Brons    |

## Deelnemers en resultaten

### Atletiek
| Olympiër                                                     | Discipline             | Resultaat | Prestatie                                                               |
| ------------------------------------------------------------ | ---------------------- | --------- | ----------------------------------------------------------------------- |
| Róbert Honti                                                 | 800m (m)               | 37e       | serie 1: 6de in 1.53,8                                                  |
| Róbert Honti                                                 | 800m (m)               | 36e       | serie 1: 7de in 3.54,95                                                 |
| György Kiss                                                  | 5000m (m)              | 25e       | serie 1: 10de in 15.13,0                                                |
| György Kiss                                                  | 10000m (m)             | 29e       | 32.03,4                                                                 |
| Lajos Mecser                                                 | 10000m (m)             | 22e       | 30.54,8                                                                 |
| János Szerényi                                               | 10000m (m)             | 20e       | 30.53,6                                                                 |
| János Szabó                                                  | 3000m steeplechase (m) | 24e       | serie 1: 10de in 9.25,82                                                |
| Lajos Mecser                                                 | marathon (m)           | DNF       | niet gefinisht                                                          |
| József Sütő                                                  | marathon (m)           | DNF       | niet gefinisht                                                          |
| Gyula Tóth                                                   | marathon (m)           | 24e       | 2:34.49                                                                 |
| Antal Kiss                                                   | 20km snelwandelen (m)  | 14e       | 1:38.24                                                                 |
| Antal Kiss                                                   | 50km snelwandelen (m)  | Zilver    | 4:30.17                                                                 |
| Zoltán Cziffra                                               | hink-stap-springen (m) | 34e       | kwalificatie groep A: 16de met 15,04m                                   |
| Dragán Ivanov                                                | hink-stap-springen (m) | 27e       | kwalificatie groep B: 16de met 15,61m                                   |
| Henrik Kalocsai                                              | hink-stap-springen (m) | 10e       | kwalificatie groep B: 8ste met 16,16m finale: 10de met 16,45m           |
| Vilmos Varjú                                                 | kogelstoten (m)        | 13e       | kwalificatie groep A: 10de met 18,86m                                   |
| János Faragó                                                 | discuswerpen (m)       | 16e       | kwalificatie groep B: 3de met 56,00m                                    |
| Ferenc Tégla                                                 | discuswerpen (m)       | 11e       | kwalificatie groep A: 10de met 58,50m finale: 11de met 58,36m           |
| Gergely Kulcsár                                              | speerwerpen (m)        | Brons     | kwalificatie groep A: 5de met 81,56m finale: 3de met 87,06m             |
| Miklós Németh                                                | speerwerpen (m)        | 17e       | kwalificatie groep B: 4de met 75,50m                                    |
| Sándor Eckschmiedt                                           | kogelslingeren (m)     | 5e        | kwalificatie groep B: 1ste met 68,60m finale: 5de met 69,46m            |
| Lázár Lovász                                                 | kogelslingeren (m)     | Brons     | kwalificatie groep A: 2de met 68,96m finale: 3de met 69,78m             |
| Gyula Zsivótzky                                              | kogelslingeren (m)     | Goud      | kwalificatie groep A: 1ste met 72,60m (OR) finale: 1ste met 73,36m (OR) |
|                                                              |                        |           |                                                                         |
| Györgyi Balogh                                               | 100m (v)               | 27e       | serie 6: 5de in 11,8 kwartfinale 4: 6de in 11,7                         |
| Mária Kiss                                                   | 100m (v)               | 35e       | serie 4: 6de in 12,0                                                    |
| Margit Nemesházi                                             | 100m (v)               | 33e       | serie 5: 6de in 11,9                                                    |
| Györgyi Balogh                                               | 200m (v)               | 27e       | serie 1: 6de in 24,1                                                    |
| Antónia Munkácsi                                             | 400m (v)               | 23e       | serie 2: 7de in 55,6                                                    |
| Mária Kiss                                                   | 80m horden (v)         | 16e       | serie 2: 3de in 10,9 halve finale 2: 8ste in 11,2                       |
| Etelka Kispál Margit Nemesházi Györgyi Balogh Annamária Tóth | 4x100m (v)             | 9e        | serie 2: 5de in 44,6                                                    |
| Etelka Kispál                                                | verspringen (v)        | 18e       | kwalificatie groep A: 9de met 5,98m                                     |
| Magdolna Komka                                               | hoogspringen (v)       | 13e       | kwalificatie: 13de met 1,74m                                            |
| Judit Bognár                                                 | kogelstoten (v)        | 4e        | 17,78m                                                                  |
| Jolán Kleiber-Kontsek                                        | discuswerpen (v)       | Brons     | 54,90m                                                                  |
| Judit Stugner                                                | discuswerpen (v)       | 11e       | 52,08m                                                                  |
| Angéla Németh                                                | speerwerpen (v)        | Goud      | 60,36m                                                                  |
| Márta Rudas                                                  | speerwerpen (v)        | 4e        | 56,38m                                                                  |
| Annamária Tóth                                               | vijfkamp (v)           | Brons     | 4959 punten                                                             |

### Boksen
| Olympiër     | Discipline  | Resultaat | Prestatie |
| ------------ | ----------- | --------- | --- |
| György Gedó  | -48kg (m)   | 17e       | 1ste ronde: V van AUS Donovan: scheidsrechterlijke beslissing                                                      |
| Tibor Badari | -51kg (m)   | 5e        | 1ste ronde: W van CUB Martínez: 4-1 2de ronde: W van THA Duancha-Oom: 4-1 kwartfinale: V van UGA Rwabwogo: 2-3     |
| Gyula Szabó  | -54kg (m)   | 17e       | 1ste ronde: W van CHI Velásquez: 3-2 2de ronde: V van GHA Shittu: 0-5                                              |
| László Gula  | -60kg (m)   | 17e       | 1ste ronde: vrij 2de ronde: V van URS Belousov: scheidsrechterlijke beslissing                                     |
| Janos Kadji  | -63,5kg (m) | 17e       | 1ste ronde: vrij 2de ronde: V van POL Kulej: 2-3                                                                   |
| István Gáli  | -67kg (m)   | 9e        | 1ste ronde: vrij 2de ronde: W van FRA Mariolle: scheidsrechterlijke beslissing 3de ronde: V van ROU Zilberman: 0-5 |

### Gewichtheffen
| Olympiër         | Discipline  | Resultaat | Prestatie                                                                                   |
| ---------------- | ----------- | --------- | ------------------------------------------------------------------------------------------- |
| Imre Földi       | -56kg (m)   | Zilver    | drukken: 1ste met 122,5kg (OR) trekken: 3de met 105kg stoten: 2de met 140kg totaal: 367,5kg |
| János Benedek    | -60kg (m)   | 10e       | drukken: 8ste met 115kg trekken: 12de met 105kg stoten: 10de met 135kg totaal: 355kg        |
| János Bagócs     | -67,5kg (m) | 6e        | drukken: 4de met 132,5kg trekken: 6de met 122,5kg stoten: 6de met 157,5kg totaal: 355kg     |
| Károly Bakos     | -75kg (m)   | Brons     | drukken: 8ste met 137,5kg trekken: 3de met 132,5kg stoten: 3de met 170kg totaal: 440kg      |
| Győző Veres      | -82,5kg (m) | 6e        | drukken: 3de met 150kg trekken: 4de met 140kg stoten: 3de met 182,5kg totaal: 472,5kg       |
| Árpád Nemessányi | -90kg (m)   | 6e        | drukken: 9de met 150kg trekken: 4de met 145kg stoten: 3de met 187,5kg totaal: 482,5kg       |
| Géza Tóth        | -90kg (m)   | DNF       | drukken: geen geldige poging                                                                |

### Kanovaren
| Olympiër                                                | Discipline    | Resultaat | Prestatie                                                                      |
| ------------------------------------------------------- | ------------- | --------- | ------------------------------------------------------------------------------ |
| Tibor Tatai                                             | C-1 1000m (m) | Goud      | serie 2: 2de in 4.25,5 finale: 1ste in 4.36,14                                 |
| Tamás Wichmann Gyula Petrikovics                        | C-2 1000m (m) | Zilver    | serie 2: 2de in 4.04,4 finale: 2de in 4.08,77                                  |
| Mihály Hesz                                             | K-1 1000m (m) | Goud      | serie 1: 3de in 4.04,7 halve finale 2: 3de in 4.04,97 finale: 1ste in 4.02,63  |
| Csaba Giczi István Timár                                | K-2 1000m (m) | Zilver    | serie 1: 2de in 3.37,9 halve finale 3: 1ste in 3.45,77 finale: 2de in 3.38,44  |
| Csaba Giczi István Timár Imre Szöllősi István Csizmadia | K-4 1000m (m) | Brons     | serie 2: 1ste in 3.18,6 halve finale 2: 1ste in 3.20,03 finale: 3de in 3.15,10 |
|                                                         |               |           |                                                                                |
| Anna Pfeffer                                            | K-1 500m (v)  | DNF       | serie 1: 2de in 2.08,6 finale: niet gefinisht                                  |
| Csaba Giczi István Timár                                | K-2 500m (m)  | Zilver    | serie 2: 1ste in 2.01,0 finale: 2de in 1.58,60                                 |

### Moderne vijfkamp
| Olympiër                               | Discipline      | Resultaat | Prestatie    |
| -------------------------------------- | --------------- | --------- | ------------ |
| András Balczó                          | individueel (m) | Zilver    | 4953 punten  |
| István Móna                            | individueel (m) | 7e        | 4714 punten  |
| Ferenc Török                           | individueel (m) | 12e       | 4551 punten  |
| András Balczó István Móna Ferenc Török | team (m)        | Goud      | 14325 punten |

### Roeien
| Olympiër                                               | Discipline      | Resultaat | Prestatie |
| ------------------------------------------------------ | --------------- | --------- | --- |
| László Romvári András Pályi                            | twee-zonder (m) | 9e        | serie 3: 3de in 7.33,31 herkansingen: 3de in 7.26,39 halve finale 2: 5de in 7.45,73 finale B: 3de in 7.26,00 |
| Zoltán Melis József Csermely György Sarlós Antal Melis | vier-zonder (m) | Zilver    | serie 2: 1ste in 6.44,72 finale: 2de in 6.41,64                                                              |

### Schermen
| Olympiër                                                                                                   | Discipline      | Resultaat | Prestatie |
| --- | --------------- | --------- | --- |
| Csaba Fenyvesi                                                                                             | degen (m)       | 12e       | 1ste ronde groep 4: 1ste met 6 overwinningen 2de ronde groep 4: 2de met 4 overwinningen                                   |
| Győző Kulcsár                                                                                              | degen (m)       | Goud      | 1ste ronde groep 7: 1ste met 5 overwinningen 2de ronde groep 7: 1ste met 5 overwinningen finale: 1ste met 4 overwinningen |
| Zoltán Nemere                                                                                              | degen (m)       | 15e       | 1ste ronde groep 10: 1ste met 4 overwinningen 2de ronde groep 6: 1ste met 4 overwinningen                                 |
| Zoltán Nemere Győző Kulcsár Pál B. Nagy Csaba Fenyvesi Pál Schmitt                                         | degen team (m)  | Goud      | 1ste ronde groep 2: 1ste met 3 overwinningen halve finale: W van Polen: 9-5 finale: W van Sovjet-Unie: 1-0                |
| Jenő Kamuti                                                                                                | floret (m)      | Zilver    | 1ste ronde groep 2: 2de met 3 overwinningen 2de ronde groep 7: 4de met 2 overwinningen finale: 2de met 3 overwinningen    |
| László Kamuti                                                                                              | floret (m)      | 38e       | 1ste ronde groep 6: 1ste met 5 overwinningen 2de ronde groep 6: 5de met 1 overwinning                                     |
| Sándor Szabó                                                                                               | floret (m)      | 15e       | 1ste ronde groep 7: 2de met 3 overwinningen 2de ronde groep 2: 4de met 2 overwinningen                                    |
| Sándor Szabó Jenő Kamuti László Kamuti Gábor Füredi Attila May                                             | floret team (m) | 5e        | 1ste ronde groep 4: 2de met 2 overwinningen kwartfinale: W van Cuba: 1-0                                                  |
| Péter Bakonyi                                                                                              | sabel (m)       | 15e       | 1ste ronde groep 6: 1ste met 4 overwinningen 2de ronde groep 4: 1ste met 4 overwinningen                                  |
| Tamás Kovács                                                                                               | sabel (m)       | 12e       | 1ste ronde groep 5: 2de met 4 overwinningen 2de ronde groep 1: 3de met 3 overwinningen                                    |
| Tibor Pézsa                                                                                                | sabel (m)       | Brons     | 1ste ronde groep 3: 2de met 5 overwinningen 2de ronde groep 2: 1ste met 4 overwinningen finale: 3de met 3 overwinningen   |
| Tibor Pézsa Miklós Meszéna János Kalmár Péter Bakonyi Tamás Kovács                                         | sabel team (m)  | Brons     | 1ste ronde groep 2: 1ste met 2 overwinningen                                                                              |
| |                 |           | |
| Lídia Sákovicsné Dömölky                                                                                   | floret (v)      | 15e       | 1ste ronde groep 2: 2de met 3 overwinningen 2de ronde groep 4: 3de met 3 overwinningen                                    |
| Ildikó Farkasinszky-Bóbis                                                                                  | floret (v)      | 27e       | 1ste ronde groep 3: 5de met 2 overwinningen                                                                               |
| Ildikó Ságiné Ujlakyné Rejtő                                                                               | floret (v)      | Brons     | 1ste ronde groep 6: 1ste met 5 overwinningen 2de ronde groep 3: 1ste met 5 overwinningen finale: 3de met 3 overwinningen  |
| Ildikó Ságiné Ujlakyné Rejtő Ildikó Farkasinszky-Bóbis Paula Marosi Lídia Sákovicsné Dömölky Mária Gulácsy | floret team (v) | Zilver    | 1ste ronde groep 2: 1ste met 2 overwinningen                                                                              |

### Schietsport
| Olympiër         | Discipline              | Resultaat | Prestatie                                |
| ---------------- | ----------------------- | --------- | ---------------------------------------- |
| László Hammerl   | 50m geweer 3 houdingen  | 13e       | 1146 punten: (396-385-365)               |
| Ferenc Petrovácz | 50m geweer 3 houdingen  | 35e       | 1132 punten: (393-377-362)               |
| László Hammerl   | 50m geweer liggend      | Zilver    | 598 punten: (100-100-100-99-100-99) (WR) |
| Lajos Papp       | 50m geweer liggend      | 46e       | 588 punten: (99-98-98-98-98-97)          |
| Lajos Papp       | 300m geweer 3 houdingen | 10e       | 1135 punten: (391-385-369)               |
| Ferenc Petrovácz | 300m geweer 3 houdingen | 16e       | 1126 punten: (390-379-357)               |
| László Mucza     | 50m pistool             | 25e       | 545 punten: (91-90-87-94-93-90)          |
| Aladár Dobsa     | 25m snelvuurpistool     | 14e       | 586 punten: (294-292)                    |
| Szilárd Kun      | 25m snelvuurpistool     | 20e       | 583 punten: (290-293)                    |

### Turnen
| Olympiër | Discipline               | Resultaat | Prestatie     |
| --- | ------------------------ | --------- | ------------- |
| Istvan Aranyos                                                                                              | individuele meerkamp (m) | 66e       | 107,00 punten |
| Dezső Bordán                                                                                                | individuele meerkamp (m) | 81e       | 105,05 punten |
| Béla Herczeg                                                                                                | individuele meerkamp (m) | 88e       | 104,55 punten |
| Sándor Kiss                                                                                                 | individuele meerkamp (m) | 78e       | 105,60 punten |
| Konrád Mentsik                                                                                              | individuele meerkamp (m) | 87e       | 104,70 punten |
| Endre Tihanyi                                                                                               | individuele meerkamp (m) | 61e       | 107,60 punten |
| Istvan Aranyos Dezső Bordán Béla Herczeg Sándor Kiss Konrád Mentsik Endre Tihanyi                           | meerkamp team (m)        | 13e       | 535,25 punten |
| |                          |           |               |
| Ágnes Bánfai                                                                                                | individuele meerkamp (v) | 14e       | 75,10 punten  |
| Ilona Békési                                                                                                | individuele meerkamp (v) | 38e       | 71,85 punten  |
| Anikó Ducza-Jánosi                                                                                          | individuele meerkamp (v) | 20e       | 74,80 punten  |
| Katalin Makray-Schmitt                                                                                      | individuele meerkamp (v) | 26e       | 74,15 punten  |
| Katalin Müller-Száll                                                                                        | individuele meerkamp (v) | 37e       | 72,15 punten  |
| Márta Tolnai-Erdős                                                                                          | individuele meerkamp (v) | 36e       | 72,45 punten  |
| Ágnes Bánfai Ilona Békési Anikó Ducza-Jánosi Katalin Makray-Schmitt Katalin Müller-Száll Márta Tolnai-Erdős | meerkamp team (v)        | 5e        | 369,80 punten |

### Voetbal
| Olympiër | Discipline | Resultaat | Prestatie |
| --- | ---------- | --------- | --- |
| István Básti Antal Dunai Lajos Dunai Károly Fatér László Fazekas István Juhász László Keglovich Lajos Kocsis Iván Menczel László Nagy Ernõ Noskó Dezsõ Novák Miklós Páncsics István Sárközi Miklós Szalay Zoltán Szarka Lajos Szűcs | mannen     | Goud      | groep C: 1ste W van El Salvador: 4-0 G van Ghana: 2-2 W van Israël: 2-0 kwartfinale: W van Guatemala: 1-0 halve finale: W van Japan: 5-0 finale: W van Bulgarije: 4-1 |

| Groep C |             |             |             |             |             |            |            |            |        |
| #       | Land        | Wedstrijden | Wedstrijden | Wedstrijden | Wedstrijden | Doelpunten | Doelpunten | Doelpunten | Punten |
| #       | Land        | G           | W           | G           | V           | V          | T          | Saldo      | Punten |
| 1       | Hongarije   | 3           | 2           | 1           | 0           | 8          | 2          | +4         | 5      |
| 2       | Israël      | 3           | 2           | 0           | 1           | 8          | 6          | +2         | 4      |
| 3       | Ghana       | 3           | 0           | 2           | 1           | 6          | 8          | -1         | 2      |
| 4       | El Salvador | 3           | 0           | 1           | 2           | 2          | 8          | –5         | 1      |

| Ronde        | Datum       | Plaats    | Land | Score       | Land |
| ------------ | ----------- | --------- | ---- | ----------- | ---- |
| Groepsfase   |             |           |      |             |      |
| 13 oktober   | Guadalajara | Hongarije | 4-0  | El Salvador |      |
| 15 oktober   | Guadalajara | Hongarije | 2-2  | Ghana       |      |
| 17 oktober   | Guadalajara | Hongarije | 2-0  | Israël      |      |
| Kwartfinale  |             |           |      |             |      |
| 20 oktober   | Guadalajara | Hongarije | 1-0  | Guatemala   |      |
| Halve finale |             |           |      |             |      |
| 22 oktober   | Mexico City | Hongarije | 5-0  | Japan       |      |
| Finale       |             |           |      |             |      |
| 26 oktober   | Mexico City | Hongarije | 4-1  | Bulgarije   |      |

### Waterpolo
| Olympiër | Discipline | Resultaat | Prestatie |
| --- | ---------- | --------- | --- |
| András Bodnár Zoltán Dömötör László Felkai Ferenc Konrád III János Konrád II Mihály Mayer Lászlo Sárosi János Steinmetz Endre Molnár Dénes Pácsik István Szivós | mannen     | Brons     | groep A: 1ste W van Bondsrepubliek Duitsland: 6-4 W van Spanje: 7-1 W van Verenigde Staten: 5-1 W van Sovjet-Unie: 6-5 W van Brazilië: 8-2 W van Cuba: 7-1 halve finale: V van Joegoslavië: 6-8 bronzen finale: W van Italië: 9-4 |

| Groep A |                          |             |             |             |             |            |            |            |        |
| #       | Land                     | Wedstrijden | Wedstrijden | Wedstrijden | Wedstrijden | Doelpunten | Doelpunten | Doelpunten | Punten |
| #       | Land                     | G           | W           | G           | V           | V          | T          | Saldo      | Punten |
| 1       | Hongarije                | 6           | 6           | 0           | 0           | 39         | 14         | +25        | 12     |
| 2       | Sovjet-Unie              | 6           | 5           | 0           | 1           | 43         | 18         | +25        | 10     |
| 3       | Verenigde Staten         | 6           | 3           | 1           | 2           | 37         | 36         | +1         | 7      |
| 4       | Cuba                     | 6           | 3           | 1           | 2           | 31         | 35         | −4         | 7      |
| 5       | Bondsrepubliek Duitsland | 6           | 2           | 0           | 4           | 33         | 34         | −1         | 4      |
| 6       | Spanje                   | 6           | 0           | 1           | 5           | 20         | 37         | −17        | 1      |
| 7       | Brazilië                 | 6           | 0           | 1           | 5           | 22         | 51         | −29        | 1      |

| Ronde          | Datum       | Plaats      | Land | Score                    | Land |
| -------------- | ----------- | ----------- | ---- | ------------------------ | ---- |
| Groepsfase     |             |             |      |                          |      |
| 16 oktober     | Mexico-Stad | Hongarije   | 6-4  | Bondsrepubliek Duitsland |      |
| 17 oktober     | Mexico-Stad | Hongarije   | 7-1  | Spanje                   |      |
| 19 oktober     | Mexico-Stad | Hongarije   | 5-1  | Brazilië                 |      |
| 20 oktober     | Mexico-Stad | Hongarije   | 6-5  | Sovjet-Unie              |      |
| 21 oktober     | Mexico-Stad | Hongarije   | 8-2  | Brazilië                 |      |
| 22 oktober     | Mexico-Stad | Hongarije   | 7-1  | Cuba                     |      |
| Halve finale   |             |             |      |                          |      |
| 24 oktober     | Mexico-Stad | Joegoslavië | 8-6  | Hongarije                |      |
| Bronzen finale |             |             |      |                          |      |
| 25 oktober     | Mexico-Stad | Hongarije   | 9-4  | Italië                   |      |

### Wielersport
| Olympiër                                             | Discipline         | Resultaat | Prestatie |
| Baan                                                 | Baan               | Baan      | Baan |
| ---------------------------------------------------- | ------------------ | --------- | --- |
| András Baranyecz                                     | sprint (m)         | 9e        | 1ste ronde serie 11: 2de 1ste ronde herkansingen: 1ste in 11,08 2de ronde serie 5: 3de 2de ronde herkansingen: 2de |
| Tibor Lendvai                                        | tijdrit (m)        | 17e       | 1.06,65 |
| András Baranyecz Tibor Lendvai                       | tandem (m)         | 9e        | 1ste ronde: V van GDR Otto/Geschke herkansingen: W van DEN Jørgensen/Jensen herkansingen finale: 2de               |
| Weg                                                  |                    |           | |
| Imre Géra                                            | wegwedstrijd (m)   | 21e       | 4:45.57 |
| Ferenc Keserű                                        | wegwedstrijd (m)   | 41e       | 4:50.30 |
| Tibor Magyar                                         | wegwedstrijd (m)   | DNF       | niet gefinisht |
| András Takács                                        | wegwedstrijd (m)   | 58e       | 5:05.21 |
| András Takács András Mészáros Imre Géra Tibor Magyar | ploegentijdrit (m) | 17e       | 2:20.30,36 |

### Worstelen
| Olympiër                    | Discipline  | Resultaat   | Prestatie |
| Vrije stijl                 | Vrije stijl | Vrije stijl | Vrije stijl |
| --------------------------- | ----------- | ----------- | --- |
| Márton Erdős                | -52kg (m)   | 11e         | 1ste ronde: W van MEX Martinez 2de ronde: W van PAN Castillo 3de ronde: V van FRG Neff 4de ronde: V van MGL Damdinsharav                                                        |
| Márton ErdősJózsef Rusznyák | -63kg (m)   | 9e          | 1ste ronde: W van CAN Bolger 2de ronde: W van GBR McCourtney 3de ronde: V van BUL Todorov 4de ronde: V van IRQ Al-Karaghouli                                                    |
| Károly Buzás                | -70kg (m)   | 21e         | 1ste ronde: V van JPN Horiuchi 2de ronde: V van AFG Dastagir |
| Károly Bajkó                | -78kg (m)   | 10e         | 1ste ronde: W van GBR Shacklady 2de ronde: V van IRI Momeni 3de ronde: W van GDR Heinze 4de ronde: V van MGL Artag                                                              |
| Géza Hollósi                | -87kg (m)   | 14e         | 1ste ronde: W van ITA Marcheggiani 2de ronde: V van ROU Balla |
| József Csatári              | -97kg (m)   | Brons       | 1ste ronde: W van SUI Jutzeler 2de ronde: V van URS Lomidze 3de ronde: W van CAN Millard 4de ronde: W van MGL Bayanmönkh 5de ronde: vrij                                        |
| László Nyers                | +97kg (m)   | 8e          | 1ste ronde: V van IRI Anvari 2de ronde: V van USA Kristoff |
| Grieks-Romeins              |             |             | |
| Imre Alker                  | -52kg (m)   | 4e          | 1ste ronde: V van FRG Lacour 2de ronde: W van IND Kumar 3de ronde: W van YUG Marinko 4de ronde: W van MEX Jiménez 5de ronde: W van FIN Vesterinen 6de ronde: V van URS Bakulin  |
| János Varga                 | -57kg (m)   | Goud        | 1ste ronde: W van POR Grilo 2de ronde: W van URS Kochergin 3de ronde: W van GRE Moschidis 4de ronde: W van FIN Björlin 5de ronde: W van JPN Sakurama 6de ronde: G van ROU Baciu |
| József Rusznyák             | -63kg (m)   | 17e         | 1ste ronde: V van USA Hazewinkel 2de ronde: V van YUG Damjanović |
| Antal Steer                 | -70kg (m)   | 7e          | 1ste ronde: W van BUL Apostolov 2de ronde: W van PHI Salugta 3de ronde: G van FIN Tapio 4de ronde: V van JPN Munemura                                                           |
| Károly Bajkó                | -78kg (m)   | Brons       | 1ste ronde: W van FIN Salo 2de ronde: W van MEX Alba 3de ronde: G van GDR Vesper 4de ronde: V van FRA Robin                                                                     |
| László Sillai               | -87kg (m)   | 13e         | 1ste ronde: V van POL Kwieciński 2de ronde: V van BUL Krumov |
| Ferenc Kiss                 | -97kg (m)   | 10e         | 1ste ronde: G van GDR Klinge 2de ronde: W van FRG Schenk 3de ronde: V van ROU Martinescu                                                                                        |
| István Kozma                | +97kg (m)   | Goud        | 1ste ronde: W van ROU Buşoiu 2de ronde: W van JPN Isogai 3de ronde: W van FRA Uyyterhaeghe 4de ronde: W van BUL Petrov 5de ronde: G van URS Roshchin                            |

### Zeilen
| Olympiër                    | Discipline      | Resultaat | Prestatie                          |
| --------------------------- | --------------- | --------- | ---------------------------------- |
| Pal Gömöry Szabolcs Izsák   | flying dutchman | 21e       | 146 punten: (8-DNF-21-11-23-25-22) |
| Kalman Tolnay Laszlo Farkas | star klasse     | 13e       | 96,7 punten: (17-16-7-5-17-3-DNF)  |

### Zwemmen
| Olympiër                                                     | Discipline            | Resultaat    | Prestatie                                        |
| ------------------------------------------------------------ | --------------------- | ------------ | ------------------------------------------------ |
| Csaba Csatlós                                                | 100m vrije slag (m)   | 36e          | serie 4: 4de in 56,6                             |
| Gábor Kucsera                                                | 100m vrije slag (m)   | 15e          | serie 4: 3de in 55,1 halve finale 3: 6de in 55,0 |
| Mátyás Borlói                                                | 200m vrije slag (m)   | 34e          | serie 2: 4de in 2.06,5                           |
| Csaba Csatlós                                                | 200m vrije slag (m)   | 43e          | serie 7: 5de in 2.10,0                           |
| Gábor Kucsera                                                | 200m vrije slag (m)   | 49e          | serie 7: 6de in 2.12,8                           |
| Mátyás Borlói                                                | 400m vrije slag (m)   | 27e          | serie 1: 4de in 4.35,4                           |
| Csaba Csatlós                                                | 400m vrije slag (m)   | 30e          | serie 2: 6de in 4.47,6                           |
| László Cseh Sr.                                              | 100m rugslag (m)      | 22e          | serie 5: 3de in 1.04,6                           |
| Mátyás Borlói                                                | 200m rugslag (m)      | 11e          | serie 5: 2de in 2.17,9                           |
| Sándor Szabó                                                 | 100m schoolslag (m)   | 17e          | serie 3: 5de in 1.11,3                           |
| István Szentirmay                                            | 100m vlinderslag (m)  | 21e          | serie 3: 5de in 1.01,0                           |
| Péter Lázár                                                  | 200m wisselslag (m)   | 8e           | serie 1: 2de in 2.17,1 finale: 8ste in 2.18,3    |
| István Szentirmay                                            | 200m wisselslag (m)   | 17e          | serie 4: 2de in 2.21,0                           |
| Péter Lázár                                                  | 400m wisselslag (m)   | 15e          | serie 3: 4de in 5.10,6                           |
| Péter Lázár István Szentirmay Csaba Csatlós Gábor Kucsera    | 4x100m vrije slag (m) | 9e           | serie 2: 5de in 3.42,4                           |
| László Cseh Sr. Sándor Szabó István Szentirmay Gábor Kucsera | 4x100m wisselslag (m) | 11e          | serie 1: 5de in 4.08,8                           |
|                                                              |                       |              |                                                  |
| Edit Kovács                                                  | 100m vrije slag (v)   | halve finale | serie 3: 3de in 1.03,7                           |
| Magdolna Patóh                                               | 100m vrije slag (v)   | halve finale | serie 6: 4de in 1.03,8                           |
| Judit Turóczy                                                | 100m vrije slag (v)   | 8e           | serie 4: 1ste in 1.02,1 finale: 8ste in 1.01,6   |
| Mária Balla-Lantos                                           | 100m rugslag (v)      | 20e          | serie 6: 3de in 1.11,9                           |
| Judit Bárányi                                                | 100m rugslag (v)      | 35e          | serie 6: 7de in 1.16,0                           |
| Andrea Gyarmati                                              | 100m rugslag (v)      | 5e           | serie 2: 3de in 1.11,3 finale: 5de in 1.09,1     |
| Márta Egerváry                                               | 100m schoolslag (v)   | 23e          | serie 5: 5de in 1.22,6                           |
| Andrea Gyarmati                                              | 100m vlinderslag (v)  | 5e           | serie 3: 2de in 1.07,4 finale: 5de in 1.06,8     |
| Márta Egerváry                                               | 200m wisselslag (v)   | 17e          | serie 6: 3de in 2.40,7                           |
| Judit Turóczy                                                | 200m wisselslag (v)   | 13e          | serie 6: 2de in 2.38,8                           |
| Edit Kovács Magdolna Patóh Andrea Gyarmati Judit Turóczy     | 4x100m vrije slag (v) | 5e           | serie 2: 2de in 4.13,6 finale: 5de               |
| Mária Balla-Lantos Edit Kovács Andrea Gyarmati Judit Turóczy | 4x100m wisselslag (v) | 8e           | serie 2: 4de in 4.41,2 finale: 8ste              |

Afghanistan · Algerije · Amerikaanse Maagdeneilanden · Argentinië · Australië · Bahama's · Barbados · België · Bermuda · Birma · Bolivia · Bondsrepubliek Duitsland · Brazilië · Brits-Honduras · Bulgarije · Canada · Centraal-Afrikaanse Republiek · Ceylon · Chili · Colombia · Congo-Kinshasa · Costa Rica · Cuba · Denemarken · Dominicaanse Republiek · Duitse Democratische Republiek · Ecuador · El Salvador · Ethiopië · Fiji · Filipijnen · Finland · Frankrijk · Ghana · Griekenland · Groot-Brittannië · Guatemala · Guinee · Guyana · Honduras · Hongarije · Hongkong · Ierland · IJsland · India · Indonesië · Irak · Iran · Israël · Italië · Ivoorkust · Jamaica · Japan · Joegoslavië · Kameroen · Kenia · Koeweit · Libanon · Libië · Liechtenstein · Luxemburg · Madagaskar · Maleisië · Mali · Malta · Marokko · Mexico · Monaco · Mongolië · Nederland · Nederlandse Antillen · Nicaragua · Nieuw-Zeeland · Niger · Nigeria · Noorwegen · Oeganda · Oostenrijk · Pakistan · Panama · Paraguay · Peru · Polen · Portugal · Puerto Rico · Roemenië · San Marino · Senegal · Sierra Leone · Singapore · Soedan · Sovjet-Unie · Spanje · Suriname · Syrië · Taiwan · Tanzania · Thailand · Trinidad en Tobago · Tunesië · Turkije · Tsjaad · Tsjecho-Slowakije · Uruguay · Venezuela · Verenigde Arabische Republiek · Verenigde Staten · Vietnam · Zambia · Zuid-Korea · Zweden · Zwitserland